# Keri Hilson
Keri Lin Hilson (engl. Keri Lynn Hilson, 5. decembar 1982. Atlanta, Džordžija, SAD) je američka pevačica koja pripada diskografskoj kući Zone 4, Mosley Music Group i Interscope Records. Deo je grupe autora i producenata poznatih kao The Clutch.
Kroz kasne devedesete i rane 2000-te, Hilsonova je napisala i pesme za razne repere i pevače, uključujući i Britni Spirs i Ludacris. U 2007. godini, bila je gost u Timbalandovoj pesmi „The Way I Are“ i „Scream“ i od tad je počela da gradi svoju solo karijeru. Hilsonova se pojavljivala u spotovima „Usher“, „Ne-Yo“ i „Nelly“, i drugih. Njen prvi album, In a Perfect World..., je izdat u ranoj 2009. godini, sa singlovima „Energy“, „Return the Favor“, „Turnin' Me On“ i „Knock You Down“.

## Biografija
Tokom adolesencije, Hilsonova je studirala klaviru i pevanje, i bila je član grupe D'Signe kad je imala 14 godina. Postala je autor pesama i prateći vokal tokom srednje škole, išla je na Emory University.

### 2001—2007: Autor pesama i prateći vokal
Hilsonova je počela da piše pesme 2001. godine i to za Britni Spirs, Ciara, Usher, i Ludacris. 2004. godine, bila je gost na Xzibit's singlu, „Hey Now (Mean Muggin)“. Godine 2006. Hilsonova je potpisala ugovor sa Timberlandovom diskografskom kućom, Mosley Music Group i pojavila se na pesmi Diddy's Press Play. Takođe je bila gost u pesmi „Help“, drugog singla Lloyd Banks Rotten Apple; Singl je bio na 77 mestu Billboard Hot R&B/Hip-Hop Songs.
Dok je radila sa Polow da Don u studiju, pitao ju je „Koji producent bi po tebi mogao da iznese sve ono sto bi želela kao umetnik?“ Odgovorila je Timbelend, koji je bio u potrazi za crnim ženskim solo R&B vokalima. Nakon što mu je otpevala pesmu preko telefona, počeli su da rade već sledeći vikend. Godine 2007. Hilsonova je učestvovala u nekoliko Timbelendovih pesama Shock Value, kao na primer: „The Way I Are“ i „Scream“. „The Way I Are“ je došao na trećem mestu. Kasnije, je bila gost u pesmi „Lost Girls“ - Rich Boy's s njegovog prvog albuma i na drugom singlu „Good Things“ i oprobala se kao autor pesme i kao prateći vokal na albumu Britni Spirs Blackout.
Hilsonova takođe je bila glavna uloga u Usher-ovom muzičkom spotu za pesmu „Love in This Club“, i učestvovala je i kao jedna od „nezavisnih žena“ u Ne-Yo's muzičkom spotu za pesmu „Miss Independent“. Kasnije, Hilsonova gostuje na Nas debju singlu „Hero“ sa kontroverznog albuma Untitled album; dostigao je mesto 97 na HOT 100 i mesto 82 na the R&B/Hip-Hop listi.

### 2008—danas:
Posle dosta odlaganja, Hilsonova izdaje prvi album In a Perfect World... u 24. marta 2009. In A Perfect World... debitovao je na 4 mestu na Billboard 200 i kao broj 1 na Top R&B/Hip-Hop Albums.
Balada „Energy“ eventualno je postala broj 1. u svetu, a na internetu je puštena 27. maja 2008. Video je premijerno prikazan 14. jula 2008. Bila je na 78. mestu Billboard Top 100 liste, i broj 27. na R&B 100. Singl je najbolje prošao na Novom Zelandu gde je bio na broj 2. U Engleskoj nije zvanično pušten.
„Return the Favor“ je bio drugi singl u SAD-u izdat u 7. oktobra 2008. a video je premijerno prikazan 23. oktobra 2008. ali nije dobro prošao na listama. U Engleskoj, Evropi i Australiji je singl izašao u 10. aprila 2009. godine. „Return the Favor“ bio je u top 20 hitova u Engleskoj, Nemačkoj i Irskoj na listama.
„Turnin' Me On“ je pušten kao treći singl u severnoj Americi 25. novembra 2008. godine. Singl se popeo na 15. mestu Billboard Hot 100 liste. Bio je prvi singl izdat u Kanadi ali je bio na 80. mestu.
„Knock You Down“ je četvrti singl sa albuma izdat u SAD-u. Video je prikazan 23. marta 2009. godine na Ne-Yo's zvaničnom YouTube kanalu. Ovaj singl je bio najuspešniji i stigao je čak na 7. mesto Billboard Hot 100 liste. „Knock You Down“ je bio i u Engleskoj uspešan dostigavši broj 12. na Engleskoj top listi.

## Diskografija
Studijski albumi
- In a Perfect World... (2009)
- No Boys Allowed (2010)
- L.I.A.R. (2019)

## Nagrade
- - 2009, Najbolji novi umetnik (Nominovana)
  - 2009, Gledaoci biraju: „Turnin Me On“ w/ Lil Wayne (Nominovana)
  - 2009, Najbolja saradnja: „Turnin Me On“ w/ Lil Wayne (Nominovana)
  - 2009, Najbolji R&B umetnik (Nominovana)

- - 2009, Najbolji album (Nominovana)
  - 2009, Najbolja ženska umetnica (Nominovana)

- - 2007, Najveći singl godine: „The Way I Are“ w/ Timbaland„ (Nominovana)

- - 2007, Najbolja Rep pesma: „The Way I Are" w/ Timbaland„ (Pobednik)

## Spoljašnje veze
- Zvanična stranica
- Keri Hilson na sajtu  (jezik: engleski)